# Jerzy Waygart
Jerzy Waygart (ur. 1951) – artysta plastyk, twórca ekslibrisów, zamieszkały we Wrocławiu, członek grupy „Rys” i Związku Polskich Artystów Plastyków.
W 1972 roku ukończył Państwowe Liceum Sztuk Plastycznych we Wrocławiu i rozpoczął studia archeologiczne na Uniwersytecie Wrocławskim. Po roku studia porzucił i zajął się pracą twórczą. Doświadczenie artystyczne zdobywał pod kierunkiem artystów plastyków Janusza Halickiego, Ryszarda Regulińskiego, Janiny Żemojtel. Następnie uzyskał certyfikat artystyczny z Ministerstwa Kultury i Sztuki i wciągnięty został na listę artystów plastyków. Grafiką zajmuje się od 1976 roku. Od 1977 r. jest członkiem wrocławskiej grupy grafików „Rys”. Pracuje w technikach metalowych: akwaforty, akwatinty, miedziorytu, suchej igły, mezzotinty. Wydaje autorskie teki grafik i ekslibrisów. W dorobku twórczym ma ponad 300 ekslibrisów i grafik, realizował projekty plakatów, okładek książkowych i płyt.

## Udział w wystawach
Wziął udział w około 250 wystawach zbiorowych, zaś wystawy indywidualne zorganizował 22-krotnie, otrzymał wiele nagród i wyróżnień. Wystawiał w Austrii, Argentynie, Bułgarii, Chinach, Chorwacji, Czechach, Danii, Estonii, Francji, Grecji, Hiszpanii, Hongkongu, Japonii, Jugosławii, Kanadzie, na Litwie, Łotwie, w Niemczech, Rumunii, Słowacji, Szwecji, Szkocji, Szwajcarii, na Tajwanie, w Turcji, USA, na Węgrzech, w Wielkiej Brytanii, we Włoszech oraz w Polsce.
Niektóre wystawy: 
- 1977 Wrocław, wystawa grafiki i rysunku
- 1978 Wrocław, wystawa grupy "Rys"
- 1978 Lugano, Szwajcaria, Międzynarodowy Kongres Ekslibrisu
- 1979 Rawicz, wystawa ekslibrisu
- 1979 Lido, Włochy, wystawa ekslibrisu
- 1981 Kraków, Wystawa "Postawy"
- 1980 Linz, Austria, Międzynarodowy Kongres Ekslibrisu
- 1981 Wystawa współczesnego ekslibrisu polskiego (Praga, Mediolan,Budapeszt, Bukareszt, Berlin, Paryż, Antwerpia)
- 1982 Wystawa współczesnego ekslibrisu polskiego (Oxford, Birningham, Londyn, Berlin, Budapeszt)
- 1983 Międzynarodowe Kongresy Ekslibrisu w Kronach/Niemcy, Vosges/Francja, Frederikshavn
- 1984 Międzynarodowy Kongres Ekslibrisu w: Lubljana/Jugosławia, Cortona/Włochy, Weimar/Niemcy
- 1984 Środa Śląska, indywidualna wystawa grafiki i ekslibrisu
- 1984 Malbork, X Międzynarodowe Biennale Ekslibrisu Współczesnego
- 1985 Międzynarodowy Kongres Ekslibrisu w: Bormio/Włochy, St.Niklaas/Belgia
- 1985 Lublin, wystawa indywidualna grafiki i ekslibrisu
- 1985 Rzeszów, wystawa indywidualna grafiki i ekslibrisu
- 1986 Wrocław, wystawa indywidualna grafiki i ekslibrisu
- 1986 Udział w międzynarodowych wystawach ekslibrisu w: Kronach/Niemcy, Norymberga/Niemcy, Luino/Włochy, Nancy/Francja, Utrecht/Holandia
- 1986 Malbork, XI Biennale Ekslibrisu Współczesnego
- 1987 Udział w międzynarodowych wystawach ekslibrisu i grafiki w: St.Niklaas/Belgia, Carlise/USA, Frederikshavn/Dania
- 1988 Wrocław, indywidualna wystawa grafiki i ekslibrisu
- 1988 Udział w międzynarodowych wystawach ekslibrisu w: Sofia/Bulgaria, Frederikshavn/Dania
- 1989 Legnica, współczesna wystawa plastyki
- 1990 Monchengladbach, Niemcy, XXIII Międzynarodowy Kongres Ekslibisu
- 1991 Udział w międzynarodowych wystawach ekslibrisu w: Norymberga/Niemcy, Sibiu/Rumunia, Turyn/Włochy, Wilno/Litwa
- 1992 Udział w międzynarodowych wystawach ekslibrisu w: Sapporo/Japonia, Nancy/Francja, Tartu/Estonia
- 1992 Malbork, XIV Biennale Ekslibrisu Współczesnego
- 1993 Udział w międzynarodowych wystawach ekslibrisu w: Wilno/Litwa
- 1993 Jelenia Góra, Karpacz- indywidualne wystawy grafiki i ekslibrisu
- 1994 Udział w międzynarodowych wystawach ekslibrisu w: Mediolan/Włochy, Hongkong, Toronto/Kanada, Nancy/Francja
- 1995 Wrocław, XX indywidualna wystawa grafiki i ekslibrisu
- 1996 Sobótka, indywidualna wystawa grafiki i ekslibrisu
- 1997 Udział w międzynarodowych wystawach ekslibrisu w: Cluj-Napoca/Rumunia, Gliwice/Polska
- 1999 Udział w międzynarodowych wystawach ekslibrisu w: Kronach/Niemcy, Cluj-Napoca/Rumunia
- 2000 Ostrów Wlkp., wystawa Ekslibrisy dla Jana Pawła II
- 2003 Udział w międzynarodowych wystawach ekslibrisu w: Nivico/Włochy, Ankara/Turcja, Rijeka/Chorwacja, Cluj-Napoca/Rumunia
- 2003 Pekin/Chiny udział w międzynarodowej wystawie grafiki
- 2004 Udział w międzynarodowych wystawach ekslibrisu w: Ceparana/Włochy, Bratysława/Słowacja
- 2005 Wrocław, indywidualna wystawa grafiki
- 2005 Udział w międzynarodowych wystawach ekslibrisu w: Ateny/Grecja, Ploesti/Rumunia
- 2006 Kielce,indywidualna wystawa grafiki i ekslibrisu na 30-lecie pracy twórczej
- 2007 Warszawa, indywidualna wystawa grafiki i ekslibrisu